# Protocollo di Milwaukee
Il protocollo di Milwaukee, talvolta chiamato protocollo di Wisconsin, è un trattamento farmacologico sperimentale per l'infezione da rabbia nell'umano, che prevede l'induzione del coma farmacologico e la somministrazione di antivirali. 
Il nome fu dato da Rodney Willoughby Jr., il medico che sviluppò il protocollo, dopo la guarigione di Jeanna Giese (Fond du Lac, 13 novembre 1989), un'adolescente del Wisconsin, la prima persona nota ad essere sopravvissuta alla rabbia senza essere stata sottoposta a vaccino.
È la sesta persona nota, sopravvissuta dopo la comparsa dei sintomi della malattia; gli altri cinque sono sopravvissuti grazie allo sviluppo nei loro sistemi immunitari di appositi anticorpi.

## Il caso di Jeanna Giese

### L'infezione da rabbia
Nel settembre 2004, Jeanna Giese, di 15 anni, studentessa alla St. Mary Springs High School, raccolse un pipistrello trovato nella chiesa di S. Patrick della sua città natale Fond du Lac nel Wisconsin. Subì un piccolo morso all'indice sinistro, e fu curata con acqua ossigenata, visto che la madre pensò che non servissero altre cure mediche. 
Trentasette giorni dopo il morso Giese manifestò vari sintomi: venne ricoverata con febbre a 39 °C, tremori, difficoltà di parola e di deambulazione e spasmi al braccio sinistro. Le sue condizioni continuarono a peggiorare e venne trasferita all'ospedale pediatrico del Wisconsin a Wauwatosa (contea di Milwaukee). I medici iniziarono a sospettare la rabbia, e la loro ipotesi fu confermata dai test di laboratorio del Centers for Disease Control.

### L'induzione al coma
La rabbia è universalmente considerata fatale, nei soggetti non vaccinati, dopo la prima manifestazione dei sintomi. I genitori acconsentirono ad un trattamento sperimentale proposto dal medico dell'ospedale.
I sanitari usarono dei farmaci per indurre Giese in coma per sedare l'attività cerebrale con l'aiuto di ketamina, midazolam, fenobarbital e un cocktail di antivirali (ribavirina e amantadina) mentre aspettavano che il suo sistema immunitario producesse gli anticorpi adatti ad attaccare il virus. 
Giese fu risvegliata dal coma dopo sei giorni, non appena divennero evidenti i segni dell'attività del sistema immunitario.
Dopo trentuno giorni in ospedale, Giese fu dichiarata guarita dal virus e rimossa dall'isolamento. La malattia sembrava aver lasciato largamente intatte le sue abilità cognitive. Passò diverse settimane in riabilitazione e fu dimessa il 1º gennaio 2005.
Dal novembre di quell'anno fu di nuovo in grado di camminare da sola, tornare a scuola e guidare.

### Teorie riguardo alla sopravvivenza
Le ragioni della sua sopravvivenza rimangono controverse. I medici di Giese sapevano che la maggior parte delle morti erano causate da temporanee disfunzioni del cervello, non da danni permanenti; così pensarono che se avessero protetto Giese mettendola intenzionalmente in coma, in modo da non alterare il cervello attraverso il corpo, sarebbe sopravvissuta abbastanza a lungo da far fronteggiare il virus al suo sistema immunitario. 
Mentre il trattamento sembra aver funzionato come pianificato, altri ricercatori suggerirono che Giese fosse stata infettata da una particolare forma debole del virus, o che lei avesse un sistema immunitario insolitamente forte.
Il pipistrello che morse Giese non venne ritrovato per fare dei test, e i sanitari furono in grado di isolare gli anticorpi dal sangue della ragazza, ma non il virus.

## Altri tentativi
Sono state fatte almeno altre sei prove per curare i sintomi della rabbia usando un simile protocollo, ma senza successo. 
Nel maggio 2006 all'ospedale pediatrico del Texas fu applicato un trattamento simile a quello usato su Giese, su Zachary Jones, di 16 anni, che aveva i sintomi della rabbia, ma inutilmente. 
Dai primi di ottobre fino ai primi giorni di novembre del 2006, fu provata questa tecnica anche a Shannon Carrol, un bambino di 10 anni, ma anche in questo caso senza successo. 
Il protocollo seguito nel caso di Jeanna è stato chiamato Jeanna Treatment. Un articolo, uscito nell'aprile del 2007, scritto dal primario che ha seguito la ragazza lo chiamò invece Milwaukee protocol; nell'articolo il primario indicò che coloro che hanno provato a seguirlo hanno sbagliato, non avendo usato la giusta combinazione di farmaci da lui descritta.

### Il nuovo protocollo revisionato
Il protocollo ha subito delle revisioni successive, in una delle quali viene omesso l'uso dell'antivirale ribavirina. Due dei 25 pazienti sottoposti al primo protocollo sono sopravvissuti, e vi sono state due ulteriori guarigioni tra i 10 pazienti sottoposti al protocollo revisionato. 
Nel giugno 2011, Precious Reynolds, una bambina di 8 anni di Willow Creek (California), sopravvisse all'infezione contratta in aprile e della quale cominciò a mostrare gravi sintomi (che ricordavano quelli della poliomielite) a metà maggio. Secondo il personale ospedaliero, fu seguito il protocollo originale. Precious rimase in terapia intensiva per due settimane.